# Hans Vanaken
Hans Vanaken (Neerpelt, 24 augustus 1992) is een Belgisch voetballer die dienstdoet als aanvallende middenvelder. Vanaken speelt sinds juli 2015 voor Club Brugge. Met Club Brugge werd hij zesmaal Belgisch kampioen (een clubrecord met Brandon Mechele). In 2018, 2019 en 2024 won hij de Gouden Schoen.
Vanaken debuteerde op 7 september 2018 in het Belgisch voetbalelftal in en tegen Schotland.

## Carrière

### Jeugd
In 2002 werd Lommel SK failliet verklaard en trok Vanaken naar de jeugdopleiding van het Nederlandse PSV. Hij speelde er tot 2008 en kwam enkel uit voor de jeugdelftallen van PSV. In het seizoen 2008/09 maakte hij de overstap naar de jeugd van de Belgische tweedeklasser Lommel United waar hij tot 2010 in de jeugdafdeling speelde.

### Lommel United
Op 27 mei 2010 maakte hij zijn debuut voor de eerste ploeg van Lommel. In de eindronde viel hij tegen RAEC Mons na 60 minuten in voor Christophe Delande. In het seizoen 2010/11 startte hij het seizoen bij de A-kern. Hij scoorde zijn eerste goal in de wedstrijd tegen FC Brussels nadat hij in de 79e minuut was ingevallen voor Toon Lenaerts.

### Sporting Lokeren
In 2013 maakte Vanaken de overstap naar Sporting Lokeren. Bij zijn debuut, tegen RSC Anderlecht, wist Vanaken meteen te scoren. Hij scoorde de 0-1 in de 20e minuut op aangeven van Jordan Remacle. Na 62 minuten maakte hij via een afstandsschot zijn tweede treffer. Lokeren won het openingsduel uiteindelijk met 2-3. Nadien groeide Vanaken uit tot een vaste waarde bij de Waaslanders en zelfs tot de seizoensrevelatie, dit leverde hem interesse op van Club Brugge en RSC Anderlecht.

### Club Brugge
In de zomer van 2015 verkaste Vanaken voor een bedrag van ongeveer 4 miljoen euro van Lokeren naar Club Brugge. Hij scoorde zijn eerste doelpunten voor zijn club tijdens de 1/16e finale van de Beker van België. Brugge won met 0-4 op het veld van Patro Eisden Maasmechelen, Vanaken scoorde het eerste en het vierde doelpunt.
Hans Vanaken was in het seizoen 2017/18 — en vooral in de play-offs — de draaischijf van kampioen Club Brugge. In februari 2018 droeg hij voor het eerst de kapiteinsband. Met elf goals en elf assists had hij een rechtstreeks aandeel in 22 doelpunten van kampioen Club Brugge. Daarvoor werd Vanaken in mei 2018 verkozen tot Profvoetballer van het Jaar. De aanvallende middenvelder van Club Brugge kreeg met 358 punten de voorkeur op ploegmaat en Gouden Schoen-winnaar Ruud Vormer (272 punten) en Junior Edmilson (Standard, 168 punten). Op 12 september 2018 verlengde Hans Vanaken z'n contract, waarmee hij zich tot 2023 aan Club Brugge verbond.
Op 16 januari 2019 won Vanaken de Gouden Schoen. Dit was destijds de derde Gouden Schoen op rij voor een speler van Club Brugge: eerder vielen ook José Izquierdo (2016) en Ruud Vormer (2017) in de prijzen. Op 15 januari 2020 won Vanaken zijn tweede Gouden Schoen. Slechts drie spelers wonnen eerder twee jaar op rij de Gouden Schoen: Paul Van Himst (1960 en 1961), Wilfried Van Moer (1969 en 1970) en Jan Ceulemans (1985 en 1986). Op 4 februari 2025 hees Vanaken zich naast Jan Ceulemans en Wilfried Van Moer (1945–2021) met een derde uitverkiezing als Gouden Schoen 2024. 
In de zomertransferperiode van 2020 weigerde Club Brugge een bod van meer dan 16 miljoen euro van West Ham United op Vanaken.
Op woensdag 31 augustus 2022 verlengde Vanaken zijn contract tot 2027.

## Interlandcarrière
Vanaken debuteerde op 7 september 2018 voor de Rode Duivels in een oefeninterland in en tegen Schotland. In de 58ste minuut viel hij in voor Eden Hazard en behaalde zo zijn eerste cap voor de Belgische nationale ploeg. Ook Timothy Castagne en Birger Verstraete debuteerden in deze wedstrijd. Op 2 november 2018 mocht hij in de UEFA Nations League tegen IJsland opnieuw invallen voor Eden Hazard. Hij maakte het laatste kwartier vol en liet zich meteen zien met een afstandsschot dat de IJslandse doelman uit zijn handen liet glippen, waardoor Michy Batshuayi zijn tweede van de avond kon scoren.
Op 10 oktober 2019 startte Vanaken voor een eerste maal in de basis bij de Rode Duivels tegen San Marino. Hij speelde de volledige wedstrijd. De Duivels wonnen deze met 9-0.
Op 30 maart 2021 scoorde Vanaken de 2-0 tegen Wit-Rusland. Het was meteen zijn eerste doelpunt voor de nationale ploeg. In minuut 89 scoorde hij zijn tweede van de avond. De Rode Duivels wonnen deze WK kwalificatiewedstrijden met 8-0. Hij is de eerste Club Brugge-speler in bijna 13 jaar die scoorde in het shirt van de Rode Duivels. De laatste die daarin slaagde, was Wesley Sonck.

### Interlands
| Interlands van Hans Vanaken voor België | Interlands van Hans Vanaken voor België | Interlands van Hans Vanaken voor België | Interlands van Hans Vanaken voor België | Interlands van Hans Vanaken voor België  | Interlands van Hans Vanaken voor België |
| No.                                     | Datum                                   | Wedstrijd                               | Uitslag                                 | Soort Wedstrijd                          | Doelpunten                              |
| Als speler bij Club Brugge              | Als speler bij Club Brugge              | Als speler bij Club Brugge              | Als speler bij Club Brugge              | Als speler bij Club Brugge               | Als speler bij Club Brugge              |
| --------------------------------------- | --------------------------------------- | --------------------------------------- | --------------------------------------- | ---------------------------------------- | --------------------------------------- |
| 1.                                      | 7 september 2018                        | Schotland – België                      | 0 – 4                                   | Vriendschappelijk                        | -                                       |
| 2.                                      | 12 oktober 2018                         | België – IJsland                        | 2 – 0                                   | UEFA Nations League 2018/19              | -                                       |
| 3.                                      | 10 oktober 2019                         | België – San Marino                     | 9 – 0                                   | EK Kwalificatie 2020                     | -                                       |
| 4.                                      | 19 november 2019                        | België – Cyprus                         | 6 – 1                                   | EK Kwalificatie 2020                     | -                                       |
| 5.                                      | 8 september 2020                        | België – IJsland                        | 5 – 1                                   | UEFA Nations League 2020/21              | -                                       |
| 6.                                      | 8 oktober 2020                          | België – Ivoorkust                      | 1 – 1                                   | Vriendschappelijk                        | -                                       |
| 7.                                      | 14 oktober 2020                         | IJsland – België                        | 1 – 2                                   | UEFA Nations League 2020/21              | -                                       |
| 8.                                      | 11 november 2020                        | België – Zwitserland                    | 2 – 1                                   | Vriendschappelijk                        | –                                       |
| 9.                                      | 30 maart 2021                           | België – Wit-Rusland                    | 8 – 0                                   | Kwalificatie WK 2022                     | 17' 89'                                 |
| 10.                                     | 6 juni 2021                             | België – Kroatië                        | 1 – 0                                   | Vriendschappelijk                        | -                                       |
| 11.                                     | 21 juni 2021                            | Finland - België                        | 0 – 2                                   | EK 2020 groepsfase                       | -                                       |
| 12.                                     | 2 september 2021                        | Estland - België                        | 2 – 5                                   | Kwalificatie WK 2022                     | 22'                                     |
| 13.                                     | 5 september 2021                        | België − Tsjechië                       | 3 – 0                                   | Kwalificatie WK 2022                     | -                                       |
| 14.                                     | 7 oktober 2021                          | België – Frankrijk                      | 2 – 3                                   | UEFA Nations League 2020/21 halve finale | -                                       |
| 15.                                     | 10 oktober 2021                         | Italië – België                         | 2 – 1                                   | UEFA Nations League 2020/21 troostfinale | -                                       |
| 16.                                     | 13 november 2021                        | België - Estland                        | 3 – 1                                   | Kwalificatie WK 2022                     | -                                       |
| 17.                                     | 16 november 2021                        | Wales - België                          | 1 – 1                                   | Kwalificatie WK 2022                     | -                                       |
| 18.                                     | 26 maart 2022                           | Ierland – België                        | 2 – 2                                   | Vriendschappelijk                        | 28'                                     |
| 19.                                     | 29 maart 2022                           | België – Burkina Faso                   | 3 – 0                                   | Vriendschappelijk                        | 16'                                     |
| 20.                                     | 3 juni 2022                             | België – Nederland                      | 1 – 4                                   | UEFA Nations League 2022/23              | -                                       |
| 21.                                     | 14 juni 2022                            | Polen – België                          | 0 – 1                                   | UEFA Nations League 2022/23              | -                                       |
| 22.                                     | 22 september 2022                       | België – Wales                          | 2 – 1                                   | UEFA Nations League 2022/23              | -                                       |
| 23.                                     | 18 november 2022                        | België – Egypte                         | 1 – 2                                   | Vriendschappelijk                        | -                                       |
| 24.                                     | 20 maart 2025                           | Oekraïne – België                       | 3 – 1                                   | UEFA Nations League 2024/25 barrages     | -                                       |
| 25.                                     | 23 maart 2025                           | België – Oekraïne                       | 3 – 0                                   | UEFA Nations League 2024/25 barrages     | -                                       |
| 26.                                     | 6 juni 2025                             | Noord-Macedonië - België                | 1 – 1                                   | Kwalificatie WK 2026                     | -                                       |
| Totaal                                  | Totaal                                  | Totaal                                  | Totaal                                  | Totaal                                   | 5                                       |

Bijgewerkt t/m 6 juni 2025

## Statistieken
| Seizoen        | Club             | Land            | Competitie         | Competitie | Competitie | Competitie | Play-offs | Play-offs | Play-offs | Beker | Beker | Beker | Europa | Europa | Europa | Totaal | Totaal | Totaal |
| Seizoen        | Club             | Land            | Competitie         | Wed.       | Dlp.       | Ast.       | Wed.      | Dlp.      | Ast.      | Wed.  | Dlp.  | Ast.  | Wed.   | Dlp.   | Ast.   | Wed.   | Dlp.   | Ast.   |
| -------------- | ---------------- | --------------- | ------------------ | ---------- | ---------- | ---------- | --------- | --------- | --------- | ----- | ----- | ----- | ------ | ------ | ------ | ------ | ------ | ------ |
| 2009/10        | Lommel United    | Vlag van België | Proximus League    | 0          | 0          | 0          | 2         | 0         | 0         | 0     | 0     | 0     | —      | —      | —      | 2      | 0      | 0      |
| 2010/11        | Lommel United    | Vlag van België | Proximus League    | 16         | 1          | 3          | 3         | 0         | 0         | 0     | 0     | 0     | —      | —      | —      | 19     | 1      | 3      |
| 2011/12        | Lommel United    | Vlag van België | Proximus League    | 32         | 9          | 4          | —         | —         | —         | 1     | 0     | 0     | —      | —      | —      | 33     | 9      | 4      |
| 2012/13        | Lommel United    | Vlag van België | Proximus League    | 32         | 11         | 3          | —         | —         | —         | 0     | 0     | 0     | —      | —      | —      | 32     | 11     | 3      |
| Club Totaal    | Club Totaal      | Club Totaal     | Club Totaal        | 80         | 21         | 10         | 5         | 0         | 0         | 1     | 0     | 0     | 0      | 0      | 0      | 86     | 21     | 10     |
| 2013/14        | Sporting Lokeren | Vlag van België | Jupiler Pro League | 29         | 8          | 9          | 10        | 3         | 1         | 6     | 1     | 1     | —      | —      | —      | 45     | 12     | 11     |
| 2014/15        | Sporting Lokeren | Vlag van België | Jupiler Pro League | 29         | 5          | 6          | 8         | 3         | 3         | 4     | 0     | 0     | 6      | 2      | 0      | 47     | 10     | 9      |
| Club Totaal    | Club Totaal      | Club Totaal     | Club Totaal        | 58         | 13         | 15         | 16        | 6         | 3         | 10    | 1     | 1     | 6      | 2      | 0      | 92     | 22     | 20     |
| 2015/16        | Club Brugge      | Vlag van België | Jupiler Pro League | 26         | 6          | 5          | 10        | 4         | 4         | 7     | 2     | 0     | 8      | 0      | 2      | 51     | 12     | 11     |
| 2016/17        | Club Brugge      | Vlag van België | Jupiler Pro League | 29         | 6          | 3          | 10        | 3         | 1         | 3     | 1     | 0     | 6      | 0      | 0      | 48     | 10     | 4      |
| 2017/18        | Club Brugge      | Vlag van België | Jupiler Pro League | 29         | 9          | 9          | 10        | 2         | 3         | 5     | 3     | 5     | 4      | 0      | 0      | 48     | 14     | 17     |
| 2018/19        | Club Brugge      | Vlag van België | Jupiler Pro League | 30         | 11         | 13         | 10        | 3         | 4         | 2     | 1     | 1     | 8      | 2      | 1      | 50     | 17     | 19     |
| 2019/20        | Club Brugge      | Vlag van België | Jupiler Pro League | 29         | 13         | 3          | -         | -         | -         | 6     | 0     | 0     | 12     | 4      | 0      | 47     | 17     | 3      |
| 2020/21        | Club Brugge      | Vlag van België | Jupiler Pro League | 30         | 8          | 7          | 6         | 3         | 0         | 3     | 2     | 0     | 6      | 3      | 0      | 45     | 16     | 7      |
| 2021/22        | Club Brugge      | Vlag van België | Jupiler Pro League | 33         | 9          | 9          | 6         | 2         | 0         | 5     | 1     | 2     | 6      | 3      | 1      | 50     | 15     | 12     |
| 2022/23        | Club Brugge      | Vlag van België | Jupiler Pro League | 34         | 10         | 5          | 6         | 4         | 1         | 3     | 0     | 1     | 8      | 0      | 0      | 51     | 14     | 7      |
| 2023/24        | Club Brugge      | Vlag van België | Jupiler Pro League | 29         | 5          | 7          | 9         | 0         | 1         | 5     | 0     | 0     | 16     | 7      | 3      | 59     | 12     | 11     |
| 2024/25        | Club Brugge      | Vlag van België | Jupiler Pro League | 29         | 9          | 11         | 10        | 1         | 3         | 7     | 1     | 2     | 12     | 1      | 1      | 58     | 12     | 17     |
| Club Totaal    | Club Totaal      | Club Totaal     | Club Totaal        | 266        | 91         | 66         | 58        | 21        | 13        | 30    | 9     | 10    | 67     | 17     | 5      | 507    | 139    | 108    |
| Carrièretotaal | Carrièretotaal   | Carrièretotaal  | Carrièretotaal     | 404        | 125        | 91         | 79        | 27        | 16        | 41    | 10    | 11    | 73     | 19     | 5      | 685    | 182    | 138    |

Laatst bijgewerkt in juni 2025.

## Erelijst
| Competitie         |                  |                                                      |                  |                  |
| Competitie         | Aantal           | Jaren                                                |                  |                  |
| Sporting Lokeren   | Sporting Lokeren | Sporting Lokeren                                     | Sporting Lokeren | Sporting Lokeren |
| ------------------ | ---------------- | ---------------------------------------------------- | ---------------- | ---------------- |
| Beker van België   | 1x               | 2013/14                                              |                  |                  |
| Club Brugge        |                  |                                                      |                  |                  |
| Belgisch kampioen  | 6×               | 2015/16, 2017/18, 2019/20, 2020/21, 2021/22, 2023/24 |                  |                  |
| Beker van België   | 1x               | 2024/25                                              |                  |                  |
| Belgische Supercup | 5×               | 2016, 2018, 2021, 2022, 2025                         |                  |                  |

| Individueel                 |    |                  |
| Gouden Schoen               | 3x | 2018, 2019, 2024 |
| Profvoetballer van het Jaar | 2x | 2018, 2019       |
| Pro Assist                  | 2x | 2018/19, 2024/25 |

## Trivia
- Vanaken is de jongere broer van Sam Vanaken, die bij Thes Sport speelt. Beiden zijn een zoon van oud-voetballer Vital Vanaken.
- Zijn oud-trainer bij Sporting Lokeren, Peter Maes, heeft Hans Vanaken nog als baby in zijn handen gehad.[11]
- In 2020 deed hij mee aan De Slimste Mens ter Wereld, waar hij 4 opeenvolgende afleveringen meespeelde. Hij haalde tevens de finaleweken.
- Vanaken is de enige Belg die in vijf opeenvolgende Champions League wedstrijden wist te scoren.[12]